# Temesvár Traian Vuia nemzetközi repülőtér
A Temesvár Traian Vuia nemzetközi repülőtér (IATA: TSR, ICAO: LRTR) Románia egyik nemzetközi repülőtere, amely Temesvár közelében található. Éves utasforgalma 753 934 fő (2006).

## Légitársaságok és úticélok
| Légitársaság      | Célállomások |
| ----------------- | --- |
| Aegean Airlines   | Szezonális charter: Heraklion, Rhodes |
| Air Bucharest     | Szezonális charter: Antalya, Enfidha, Rhodes |
| Anima Wings       | Szezonális charter: Antalya, Enfidha, Hurghada |
| Blue Air          | Szezonális: Bucharest Seasonal charter: Heraklion, Zakynthos |
| Corendon Airlines | Szezonális charter: Antalya, Hurghada |
| Eurowings         | Stuttgart |
| FlyEgypt          | Szezonális charter: Hurghada |
| Freebird Airlines | Szezonális charter: Antalya |
| Lufthansa         | Frankfurt, München |
| Ryanair           | Bergamo, Bucharest |
| TAROM             | Bucharest, Iași Szezonális charter: Antalya, Skiathos |
| Wizz Air          | Barcelona, Bari, Beauvais, Bergamo, Bologna, Charleroi, Doncaster/Sheffield , Dortmund, Hahn, Karlsruhe/Baden-Baden, London–Luton, Madrid, Memmingen, Nuremberg, Rome–Ciampino, Tel Aviv, Treviso, Valencia |

## Futópályák
A repülőtér futópályái:
- 11/29

## Forgalom
Az utasforgalom az elmúlt években az alábbi módon változott:
| Utasok száma | 753 934 | 890 704 | 1 138 431 | 1 035 929 | 736 191 | 1 160 482 | 1 517 309 | 470 486 | 1 193 923 | 1 323 690 |
|              | 2006    | 2008    | 2010      | 2012      | 2014    | 2016      | 2018      | 2020    | 2022      | 2024      |